# Aldrín y dieldrín

Aldrín.

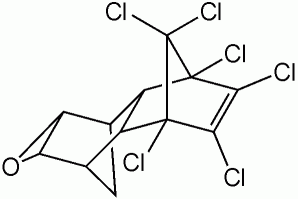
Dieldrín.

Aldrín y dieldrín son los nombres técnicos de dos compuestos estructuralmente similares que se usaron como insecticidas. Ambos son sustancias químicas manufacturadas y no están naturalmente en el ambiente. 
- Nombre científico del aldrín: 1,2,3,4,10,10-hexacloro-1,2,4α,5,8,8α-hexahidro-1,4-endo,exo-5,8-dimetanonaftalina

- Abreviación del nombre científico del aldrín: HHDN

El aldrín de calidad técnica contiene no menos de 85% de aldrín
- Nombres registrados del aldrín: Aldrec®, Aldrex®, Drinox®, Octalene®, Seedrin®, Compound 118®

- Nombre científico del dieldrín: 1,2,3,4,10,10-hexacloro-6,7-epoxi-1,4,4α,5,6,7,8,8α-octahidro-1,4-endo,exo-5,8-dimetanonaftalina

Abreviación del nombre científico del dieldrín: HEOD
El dieldrín de calidad técnica contiene no menos de 85% de dieldrín
- Nombres registrados del dieldrín: Alvit®, Dieldrix®, Octalox®, Quintox®, Red Shield®.

El aldrín y el dieldrín puros son polvos blancos, mientras que los compuestos de calidad técnica son polvos de color canela. 
El aldrín y el dieldrín se evaporan lentamente al aire. El aldrín se evapora más rápidamente que el dieldrín. Ambos compuestos huelen levemente a sustancia química. 
Se puede encontrar Aldrín y Dieldrín en el suelo, el agua o en viviendas donde se usaron estos compuestos para matar termitas. También puede encontrar Aldrín y Dieldrín en plantas y en animales que se encuentran cerca de sitios de desechos peligrosos.

En 2000, ni Aldrín ni Dieldrín se producen o usan. Desde los 1950 hasta 1970, Aldrín y Dieldrín se usaron extensamente como insecticidas en cosechas tales como maíz y algodón. El Departamento de Agricultura de EE. UU. canceló todos los usos del aldrín y el dieldrín en 1970. Sin embargo, en 1972 la EPA aprobó el uso de Aldrín y de Dieldrín para matar termitas. Su uso para controlar termitas continuó hasta 1987. En 1987, el fabricante canceló voluntariamente el registro del uso para controlar termitas.
En este resumen, las dos sustancias químicas se tratan juntas porque el Aldrín se transforma en Dieldrín cuando entra al ambiente o a su cuerpo. El Aldrin no es tóxico a los insectos, hasta que lo oxidan los insectos a la forma Dieldrin que es el compuesto activo.